# Pearson (azienda)
La Pearson PLC è una casa editrice multinazionale britannica con sede a Londra.
È stata fondata come impresa edile negli anni '40 del 1800, ma poi passò alla pubblicazione negli anni '20. È la più grande azienda di libri di testo per l'istruzione al mondo e un tempo è stata la casa editrice di libri più grande al mondo.
Nel 2013 è avvenuta la fusione tra la sua controllata Penguin Books e delle case editrici del conglomerato tedesco Bertelsmann. Nel 2015 l'azienda ha annunciato che si focalizzerà solamente nel campo dell'istruzione. La società è quotata principalmente alla Borsa di Londra, con una quotazione secondaria alla Borsa di New York.

## Storia
Nel 1844 Samuel Pearson fondò la società come impresa edile e ingegneristica operante nello Yorkshire con il nome di S. Pearson & Son. Nel 1880 il controllo della società passò a suo nipote Weetman Dickinson Pearson che fece trasferire la sede a Londra e la trasformò in una delle più importanti imprese di costruzioni al mondo. 
Varie furono le importanti costruzioni della società tra cui il Blackwall Tunnel sotto il Tamigi, dei tunnel Ferroviari a New York e la diga di Sennar. Negli anni venti del novecento le attività edili dell'azienda chiusero.
Nel 1919 la società acquisì il 45% della filiale londinese dei banchieri Lazard Brothers, aumentò negli anni la sua quota di partecipazione fino all'80%. Fino al 1999 il gruppo possedeva il 50% della filiale.
Dal 1920 si focalizza sull'attività editoriale acquistando vari quotidiani e settimanali locali nel Regno Unito.
Nel 1957 acquistò il Financial Times e il 50% del The Economist, poi venduti nel 2015 rispettivamente a Nikkei e ad Exor. Ha acquistato l'editore Longman nel 1968. L'anno successivo la società venne quotata per la prima volta alla Borsa di Londra.
Negli anni successivi continuò con le acquisizioni e investimenti nel settore dei media e dell'istruzione.
Nel 2011 fonda il Pearson College a Londra. Nel 2012 ha annunciato che Penguin Books, di sua proprietà, e Random House si sarebbero fuse, creando Penguin Random House il più grande editore di libri al mondo, di cui avrebbe mantenuto una quota del 47%.
Nel 2015 la società ha annunciato un rimarchiamento, con la creazione di un nuovo logo e focalizzando le attività dell'azienda totalmente nel settore dell'istruzione.
Nel 2019 l'azienda annuncia di vendere la sua partecipazione in Penguin Random House a Bertelsmann .